# Alhárabe
El riu Alhárabe és un afluent del Segura, que neix en la pedanía d'El Sabinar, i recorre el nord de l'extens municipi de Moratalla, a la Regió de Múrcia, passant pel Camp de Sant Joan, la vall que s'obre entre la serra dels Àlbers i el Lanchar, i l'horta de Moratalla. S'uneix al Segura en el terme de Calasparra.
En l'horta fluïx al Alhárabe el rierol de Benamor, que neix en Cases de Benamor, passa entre la serra del Buitre i la dels Àlbers i flanqueja Moratalla pel sud. Des del punt d'unió dels dos rius, el Alhárabe és conegut també com a riu Moratalla. Es tracta d'una zona d'especial valor ecològic i gran fragilitat, amb poblacions de l'escassa tortuga mora. El seu curs i les zones adjacents han estat catalogats com ZEPA, dintre de la zona denominada "Serres i Vega Alta del Segura i rius Alhárabe i Moratalla".